# Kobold

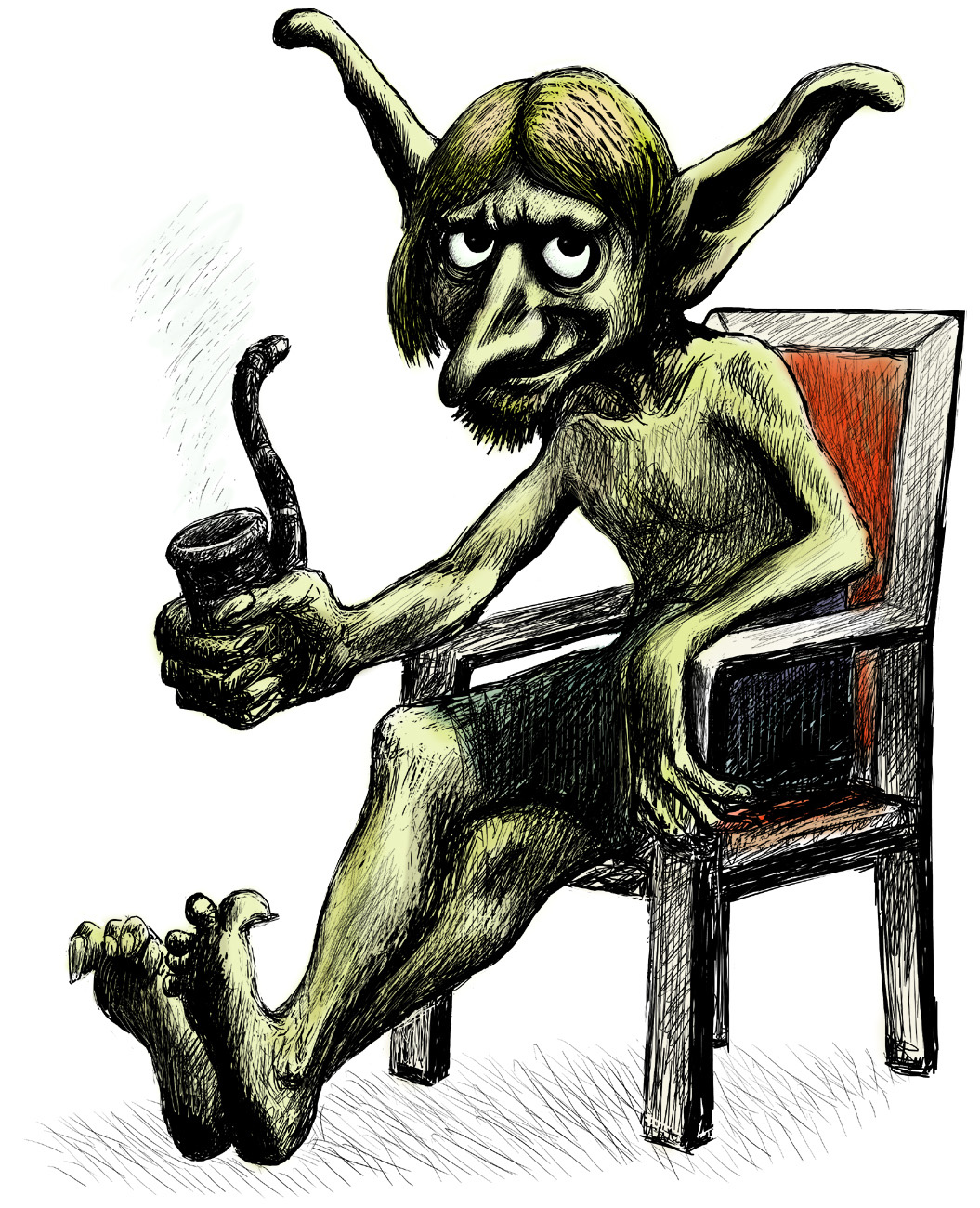
Rysunek kobolda

Kobold – karzełek, duszek, złośliwy domowy krasnal lub gnom pilnujący podziemnych skarbów.

## Opis
Postać pochodząca z folkloru niemieckiego, obecnie często spotykana w literaturze fantastycznej i grach fabularnych. Dawni niemieccy górnicy uważali, że koboldy ukradkiem zamieniają srebro na uważane wtedy za bezużyteczne nikiel, kobalt, wolfram. Stąd pochodzi nazwa kobaltu.
Zwykle niewidzialne, koboldy mogły ukazywać się w postaci zwierząt, ognia lub ludzi. Koboldy są najczęściej przedstawiane w postaci humanoidów wielkości dzieci. Koboldy żyjące w domach noszą typowo wiejskie ubrania, zamieszkujące kopalnie zwykle mają garby i są brzydkie, te zaś, które pływają okrętami, noszą odzienie charakterystyczne dla marynarzy.
W legendach występują trzy główne typy koboldów. Najczęściej spotykaną grupą są domowe duchy dwojakiej natury - z jednej strony wykonujące drobne prace za mieszkańców, z drugiej - czyniące wiele złośliwości, jeśli się je lekceważy. Do takich koboldów folklor zalicza m.in. króla Goldemara, Hinzelmanna i Hödekina. W niektórych okolicach rodzaj ten nosi odrębne nazwy, np. Heinzelmännchen w Kolonii. Drugim typem są koboldy żyjące w podziemiach, zwłaszcza kopalniach. To właśnie one były podejrzewane o podkradanie cennych rud. Wreszcie trzecia grupa, której przedstawicieli określa się mianem klabautermann, są to stworzenia towarzyszące marynarzom.
Wiara w koboldy jest wyraźnym przykładem przetrwania pogańskich zwyczajów jeszcze po chrystianizacji Niemiec. Występowała z całą pewnością jeszcze w XIII wieku wśród chłopów. Niektóre z praktyk związanych z koboldami wywodzą się najprawdopodobniej ze starożytnej greckiej wiary w kobalosy, rzymskie duszki żyjące w gospodarstwach domowych, lub germańskie duchy zwane kofewalt.
W wielu krajach europejskich występuje lub występowała wiara w podobne istoty, np. gobliny, gnomy czy krasnale.

## Kobold we współczesnej kulturze masowej
W systemie Dungeons and Dragons i opartych na nim grach komputerowych koboldy to niewielkie humanoidalne jaszczury, przeświadczone o swoim pochodzeniu od smoków.
Złośliwe lecz fizycznie kruche, wykazują naturalne predyspozycje do konstrukcji pułapek i walki partyzanckiej. Ze względu na trwożliwość wobec silniejszych oraz dużą liczebność w krainie Podmroku funkcjonują tradycyjnie jako niewolnicy bezwzględnych mrocznych elfów.
Z opowiadań Jacka Piekary ze zbioru Ani słowa prawdy – Opowieści o Arivaldzie z Wybrzeża wynika, iż koboldy niegdyś toczyły wojny z ludźmi i krasnoludami, ale ostatecznie zostały poważnie przetrzebione. Nigdy nie łamią przysiąg. Przy tym, tak jak trolle, są odporne na czary i darzone może niesłuszną wrogością. Są też oskarżane o ludożerstwo.
Koboldy występują też w świecie Warcrafta. Są tam małymi stworzeniami zamieszkującymi głównie podziemia. Poruszają się ze świecami na głowach i łopatami lub kilofami. Prawdopodobnie są dobre w poszukiwaniu skarbów. Największym z nich był Noggrin Onetooth zamieszkujący okolice miasta Durotar na kontynencie Kalimdor. Został zabity przez Rexxara, Czempiona Hordy.
Koboldy mówią często choć ich język jest mało znany. Mogły one również zostać szamanami, lecz ich zaklęcia nie były potężne. Noggrin Onetooth posiadł wystarczającą moc magiczną, aby miotać ogromne ogniste kule na swych wrogów.

## Kobold w literaturze
- W wierszu „Długom błądził i szukał” Konstanty Ildefons Gałczyński nazywa swoją żonę „małym słodkim koboldem”.
- W cyklu „Gwiazda Wenus, Gwiazda Lucyfera” Witolda Jabłońskiego król Władysław Łokietek nazywany jest często przez narratora „koboldem”.
- W książce Smoczy Jeździec Cornelii Funke kobold jest istotą pośrednią między kotem a człowiekiem – ma koci pyszczek, ale chodzi na dwóch nogach, lubi przebywać w towarzystwie smoków, jest opryskliwy i samolubny. Pod koniec książki pojawia się kobold z dwiema parami rąk.
- W książce Neila Gaimana „Amerykańscy Bogowie” jeden z mieszkańców Lakeside o nazwisku Hinzelmann, okazuje się być koboldem. Opiekuje się on miastem, czyniąc je najspokojniejszą i najbezpieczniejszą mieściną w Stanach, za cenę życia jednego dziecka każdej zimy.
- W książce Andrzeja Sapkowskiego "Boży Bojownicy" koboldy, zwane też waldszratami, watahą zaatakowały Reinmara z Bielawy i próbowały go zabić. Opisane są jako niewielkie, z dala przypominające dzieci stwory, kudłate, z psimi głowami i łapami sięgającymi ziemi. Poruszają się w podskokach na krzywych i krótkich nogach, skrzecząc przy tym głośno.